# Dom Robotniczy
Dom Robotniczy - budynek w centrum Przemyśla wybudowany w latach 1911–1913. Inicjatorem budowy był Herman Liberman, który został jego dyrektorem. Fundusze na budowę pochodziły ze składek Partii Socjalistyczno-Demokratycznej. Pierwszy w Galicji ośrodek kultury robotniczej. Projekt budynku wykonał w 1907 r. Henryk Zaremba, architekt lwowski. Pracami budowlanymi kierowali inż. Stanisław Majerski i Antoni Malinowski.
Gmach miał pełnić funkcję społeczno-kulturalną. Dużą powierzchnię budynku zajmowała sala widowiskowa, której dwukondygnacyjne wnętrze z galeriami zdobiły rzeźby dłuta Zygmunta Kurczyńskiego ze Lwowa oraz malowana kurtyna pędzla Feliksa Wygrzywalskiego. 
W latach powojennych przeprowadzono modernizację sali widowiskowej, zgodnie z modą na unowocześnianie wnętrz pozbawiono ją oryginalnego wystroju – ozdób rzeźbiarskich i kurtyny. 
W 1999 r., w związku z adaptacją skrzydła południowego na potrzeby Wyższej Szkoły Prawa i Administracji, dokonano szeregu zmian we wnętrzu budynku, w tym podziału sali widowiskowej na trzy kondygnacje. 
Ukształtowanie bryły i skromny wystrój elewacji gmachu wywodzą się z nurtu architektury modernistycznej.
Obecnie w budynku mieści się najstarsza w województwie podkarpackim niepubliczna szkoła wyższa założona w 1995 roku - Wyższa Szkoła Prawa i Administracji w Przemyślu.